# پاول مالیش
پاول مالیش (آلمانی: Paul Malisch; ۱۵ ژوئن ۱۸۸۱ – ۹ آوریل ۱۹۷۰) شناگر اهل آلمان بود.